# Daorsi
Daorsi, včasih tudi Daversi, (antično grško: Δαόριζοι [Daorizoi] ali Δαούρσιοι [Daoursioi], latinsko:  Daorsei), ilirsko pleme, ki je od leta 300 do 50. pr. n. št.  prebivalo v dolini reke Naro (Neretva) v sedanji Hercegovini. 
Plemensko središče je bilo veliko utrjeno naselje Daorson pri naselju Ošanići blizu Stolca. Daorson je bil ustanovljen verjetno v 4.-3. stoletju pr. n. št. na področju, ki je bilo naseljeno že v bronasti dobi. Velikost in ohranjeni deli mesta kažejo, da so bili Daorsi uspešno pleme, ki je imelo dobre odnose s sosednjimi plemeni, ker na njem ni sledov pustošenja, kakršni so opazni v drugih podobnih mestih. Njihovo gospodarska moč je slonelo predvsem na rudarstvu. Imeli so dobre trgovske in drugačne odnose z Grki. Prevzeli so grški jezik in se postopoma helenizirali. 
V manjši zgradbi v Daorsonu so odkrili kovnico denarja z matricami in ustreznimi orodji, 39 različnih  kovancev, od tega 29 iz leta 168 pr. n. št.  s podobo kralja Balaja in  9 kovancev z grškim napisom ΔΑΟΡΣΩΝ in podobo ladje. Lasten denar je za Daorse pomenil neodvisnost in ne nazadnje potrditev, da so imeli razvito obrt, kulturo in trgovino z drugimi ljudstvi. 
Politično so spadali pod okrilje Ardiejske države. V tretji ilirski vojni so sodelovali z Rimom, delno tudi zato, ker so jih zaradi bogastva ogrožali sosednji Dalmati. Njihova moč je počasi usihala, verjetno hkrati z rastjo in močjo dalmatskega mesta Narona, sedanjega Vida pri  Metkoviću. 

## Vira
- Božič, Dragan, Kelti in njihovi sodobniki na ozemlju Jugoslavije, Narodni muzej Ljubljana, Ljubljana 1983 (COBISS)
- Z. Marić, Razultati istraživanja utvrženog ilirskog grada kod Ošanića blizu Stoca (1890.-1978.), Hercegovina 9, Mostar, 1995., str. 43-93; Hercegovina 10, Mostar, 1995., str. 7-33.